# Métro de Rennes

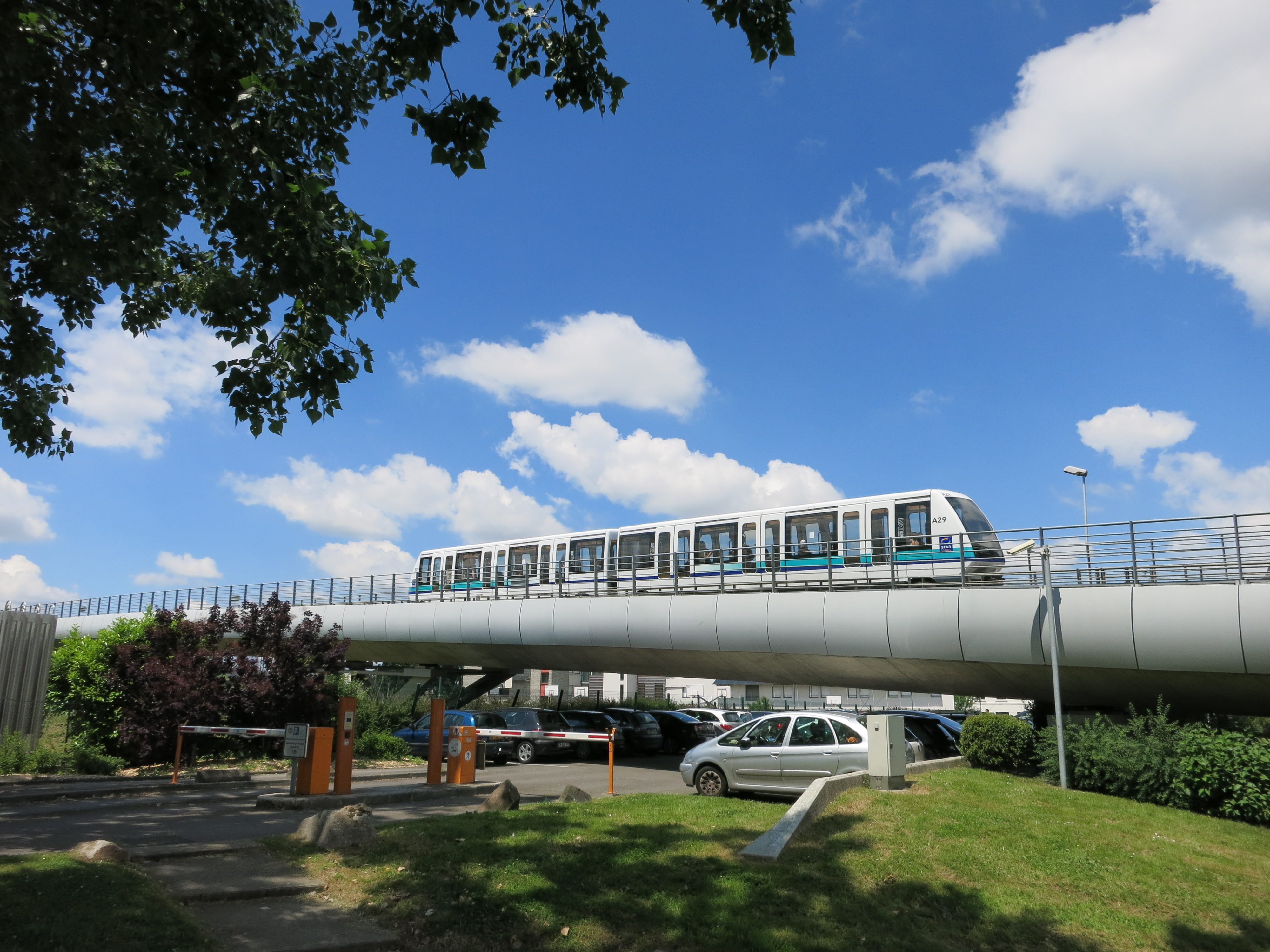
Métro de Rennes

Tuyến vận chuyển nhanh Rennes Metro (tiếng Pháp: Métro de Rennes) phục vụ thành phố Rennes ở Brittany, Pháp.
Khai trương vào năm 2002, nó dựa trên công nghệ VAL của Hệ thống Giao thông Vận tải (véhicule automatique léger hoặc xe tự động hạng nhẹ). Có một dòng, A Line, với mười lăm trạm. Có 140.000 hành khách mỗi ngày.
Một tuyến thứ hai, tuyến B, với hướng từ đông bắc sang tây nam, được lên kế hoạch cho năm 2020.

## Lịch sử
- 1986: Hội đồng thành phố quyết định tạo ra một tuyến vận tải trên trục tây bắc / đông nam.
- 1989: Thành phố quyết định sử dụng công nghệ VAL.
- 1992: Dự án tuyến A nhận được phê duyệt quy hoạch và môi trường.
- 1997: Bắt đầu công việc trên Dòng A.
- 2002: Khai trương Tuyến A.[1][2]
- 2005: 03 lô park-and-ride đã được thiết lập
- 2006: Tạo thẻ Korrigo
- 2007: Hội đồng thành phố quyết định tạo một tuyến tàu điện ngầm thứ hai (B)
- 2010: Thành phố quyết định sử dụng công nghệ CityVal.
- 2011: Dự án tuyến B nhận được phê duyệt quy hoạch và môi trường.
- 2014: Bắt đầu lên quy hoạch tuyến B[3][4]

## Tuyến A
Khai trương vào ngày 15 tháng 3 năm 2002, A Line dựa trên công nghệ VAL của Hệ thống Giao thông Vận tải (véhicule automatique léger hoặc xe tự động hạng nhẹ). Có một tuyến, Tuyến A 9,4 km (5,8 mi), chạy theo hướng tây bắc đến đông nam từ JF Kennedy đến La Poterie qua Gare de Rennes (được phục vụ bởi ga tàu điện ngầm Gares), với mười lăm ga (mười ba trong số đó là dưới lòng đất).
Các dịch vụ chạy trong khoảng từ 05:20 đến 00:40 mỗi ngày (trừ Thứ Năm, Thứ Sáu và Thứ Bảy trong khoảng từ 05:20 đến 01:35) và với thời gian chờ khoảng 80 giây giữa các chuyến tàu. Từ đầu đến cuối, mất khoảng 16 phút, với tốc độ tàu trung bình là 32 km/h. Tất cả các trạm được trang bị cửa màn hình nền tảng và thang máy.
Hệ thống này có 30 đoàn tàu, mỗi đoàn nặng 28 tấn và dài 26 mét, với sức chứa 170 hành khách.
Vào tháng 1 năm 2005, ba lô công viên và xe đạp đã được thiết lập, cung cấp 900 địa điểm cho người lái xe. Hai chiếc nữa được mở vào năm 20062002007, có thể chứa thêm 700 xe.
Vào ngày 1 tháng 3 năm 2006, một thẻ có tên KorriGo đã được tạo ra như một sự bổ sung cho hệ thống vé để cải thiện lưu lượng tàu điện ngầm và mạng lưới xe buýt của thành phố.
Tuyến được duy trì bởi Service des Transports en Commun de l'Agglomération Rennaise (STAR) và được quản lý bởi Keolis (một công ty thuộc tập đoàn SNCF). Nó có một đội ngũ nhân viên khoảng 100. Nó được vận hành từ một trung tâm điều khiển (poste de Commande Centralisée) nằm ở Chantepie. 120 camera giám sát các trạm.
Nhà ga tại La Poterie và cầu cạn trên tuyến được thiết kế bởi Norman Foster.
Với dân số chỉ 205.000 người cho thành phố thích hợp (năm 2002), Rennes là thành phố nhỏ nhất trên thế giới tự hào về một tàu điện ngầm cho đến năm 2008 (khi Lausanne Metro mở cửa). Tuy nhiên vào năm 2013, 425.000 người (211 000 ở Rennes) được phục vụ bởi mạng lưới ở 43 thành phố. Trung bình, có 135.000 chuyến tàu điện ngầm mỗi ngày; con số này dự kiến sẽ tăng lên 180.000 trong những năm tới, dẫn đến tình trạng kẹt lưới có thể xảy ra trong giờ cao điểm.